# Chráněná krajinná oblast Saské Švýcarsko
Chráněná krajinná oblast Saské Švýcarsko (německy Landschaftsschutzgebiet Sächsische Schweiz) leží na východě Saska v zemském okrese Saské Švýcarsko-Východní Krušné hory. Byla vyhlášena v roce 1956 a roku 1990 vznikl na části jejího území Národní park Saské Švýcarsko. Za česko-německou státní hranicí na ni navazuje Chráněná krajinná oblast Labské pískovce a Národní park České Švýcarsko. Tato čtyři chráněná území zaujímají většinu plochy Děčínské vrchoviny (na německé straně nazývaná Elbsandsteingebirge či Sächsische Schweiz). Předmětem ochrany je rozsáhlá pískovcová oblast s mnoha skalními útvary, kaňony či stolovými horami. Páteřním vodním tokem je Labe, k dalším řekám patří Křinice, Bělá, Sebnice či Polenz. Krajina má vysoký podíl lesů, ale zahrnuje též zemědělsky využívané plochy. Dominantní dřevinou je smrk ztepilý (Picea abies) se zastoupením 46 % následovaný borovicí lesní (Pinus sylvestris) s podílem 26 %. Chráněná krajinná oblast má za úkol zachování a rozvoj přírodní a historicky pěstované jedinečnosti, krásy a rozmanitosti krajiny a péči o ni, dále zajištění funkčnosti přirozené rovnováhy, stejně jako schopnosti regenerace a udržitelného využívání přírodních statků, zachování a výraznější vyjádření poklidného rázu krajiny a také rozvoj přírodních a kulturně-historických prvků s cílem zajistit vhodnost území pro rekreační využití, které je slučitelné s přírodou a krajinou a zajišťuje pro širokou veřejnost potěšení z přírody.